# Waitoetoe (rivière)
La rivière Waitoetoe  (en anglais : Waitoetoe River) est un  petit cours d’eau de la région de Taranaki dans l’Île du Nord de la Nouvelle-Zélande.

## Géographie
Elle s’écoule en passant tout près de la ville de Urenui.